# 朝倉次郎
朝倉 次郎（あさくら じろう、1950年7月31日 - ）は、日本の海事実業家。川崎汽船代表取締役社長や、同社代表取締役会長、日本船主協会会長等を歴任した。

## 人物・経歴
兵庫県神戸市灘区出身。兵庫県立神戸高等学校を経て、1973年神戸大学法学部卒業。1974年川崎汽船入社。1989年川崎（香港）有限公司出向。2000年鉄鋼原料グループ長。2005年取締役。2006年執行役員。2007年常務執行役員。2009年代表取締役専務執行役員。2011年代表取締役副社長執行役員。同年代表取締役社長に昇格。2期連続の増益を達成し、2015年には代表取締役会長に就任。2019年に取締役に退いた。この間2013年から2015年まで日本船主協会会長兼務。